# Seridó (Rio Grande do Norte)
A Região do Seridó é uma região geográfica e cultural pertencente ao estado do Rio Grande do Norte. Seu território abrange as microrregiões do Seridó Ocidental, Seridó Oriental e parte da microrregião do Vale do Açu e da Serra de Santana. Possui uma área de 9 374,063 km² e sua população foi estimada em 2013 pelo IBGE em 291 685 habitantes. O Seridó possui características culturais e geográficas únicas se comparadas a outras porções do Rio Grande do Norte. A região é bastante procurada pelo turismo gastronômico, de eventos e esportes radicais, ainda apresentando a maior concentração de municípios com índice de desenvolvimento humano alto ou médio-alto das regiões Norte e Nordeste do país. Tais características foram levadas em conta na criação do Geoparque Seridó, reconhecido pela UNESCO em 13 de abril de 2022, que concilia o desenvolvimento com a preservação ambiental e tem potencial significativo para o turismo.

## História

### Pré-história
Entre o fim do Pleistoceno e início do Holoceno, começaram a ser ocupadas áreas por grupos de caçadores que se estabeleceram próximo aos rios e fontes d’água, adaptando-se, assim, às árduas condições dos sertões. As mais antigas datações radiocarbônicas de enterramentos humanos da região do Seridó são de aproximadamente 10 mil anos atrás, encontrada no município de Parelhas. Nessa época, os grupos humanos coabitavam com espécimes hoje extintas de megafauna, como tigres dentes-de-sabre, mastodontes, paleolamas, preguiças gigantes e tatus gigantes. As pinturas rupestres encontradas na região são agrupadas em uma subtradição, que é a representação visual de um universo simbólico primitivo, não necessariamente pertençam aos mesmos grupos étnicos podendo estar separados por cronologias distantes; sendo chamada de subtradição Seridó, caracterizada por figuras de pirogas (embarcações rudimentares), objetos e ornamentos corporais e representação de plantas, dando ideia de paisagem. São constantes ainda temas como a caça, envolvendo animais como veados, emas, tucanos, onças, araras e capivaras; dança ritual em torno de árvore e o lúdico, na forma de “jogos”. A sociedade da Subtradição Seridó era estritamente hierárquica, caracterizada pelas representações de antropomorfos com cocares sobre a cabeça, identificadores de sua alta posição social. Ainda são encontradas na região figuras da Tradição Itaquatiara ou Itaquatiaras, aparecendo em blocos ou rochas ao lado dos cursos d’água, nelas aparecem, comumente, grafismos puros e sinais como tridígitos, círculos, linhas e quadrados, como os encontrados no sítio arqueológico da Gruta da Caridade. Tais registros reforça a hipótese de que o seu território foi povoado por diversas levas de povos pré-históricos, em diferentes épocas. Esse povoamento, feito através de diferentes grupos humanos, deu origem às tribos indígenas.
Através dos documentos como certidão de nascimento, casamento e óbito   da cidade de Caicó do ano de 1789, é possível perceber que  as populações indígena do Seridó  estão escritas nesses documentos sem grandes informação e com pouco detalhamentos quando comparado com a população branca. 

### Colonização e povoamento
A região da Ribeira do Seridó era habitada pelos índios Tarairiús e Cariris, divididos em 5 grandes grupos: Can
indés, Jenipapos, Sucurus, Cariris e Pegas. O primeiro contato e tentativa de colonização se deu pelos flamengos, no entanto não obteve sucesso devido a Guerra dos Bárbaros ou Confederação Cariri.
Em 1687, chega às terras o coronel Antônio de Albuquerque da Câmara, para combater os gentios, usando a Casa Forte do Cuó como base militar. No entanto o ambiente continuava tenso, a ponto do então Governador Geral do Brasil, Matias da Cunha em 1688, convocar os serviços do bandeirante Domingos Jorge Velho, que combateu vindo a prender o cacique Canindé que em 1692 firmou um acordo de paz com os portugueses.
O povoamento se deu inicialmente por paraibanos e pernambucanos à procura de terras para criação de gado, uma vez que a Carta Régia de 1701 proibia o criatório de gado a menos de 10 léguas do litoral para não interferir na produção de cana-de-açúcar.No entanto as primeiras famílias a se instalarem plenamente se deu a partir de 1720, por portugueses vindos principalmente do norte de Portugal e Açores, espanhóis vindos da fronteira da Galiza com Portugal e holandeses provenientes de Pernambuco e que firmaram acordo de paz com os lusitanos. A região ainda sofreu influência de italianos, estes últimos vindo a ser a principal influência étnico-cultural da cidade de Florânia.

### Ciclo do algodão
No final do século XIX, popularizou-se o plantio de algodão nas terras do Seridó, que até então era dominado pela pecuária.Toda a região do Seridó se orgulhava em produzir uma das melhores variedades de algodão do mundo, o algodão Mocó ou algodão Seridó, variedade que resistia às secas e fornecia capuchos de fibras longas, resistentes, de brancura única e poucas sementes.
O algodão seridoense abastecia inicialmente as indústrias têxteis da Inglaterra, que, até esse momento, se abastecia do algodão estadunidense, mas que, por motivo da independência estadunidense, teve seu fornecimento bloqueado. Foi, então, preciso buscar matéria-prima em outros locais. Quando a Inglaterra retomou o comércio com os Estados Unidos, o algodão seridoense ficou em segundo plano, mas a produção já tinha destino substitutivo: as indústrias paulistas que começavam a surgir.
Em 1905, o algodão superou o status do açúcar no estado, que, com o crescimento econômico, fez surgir políticos seridoenses, assim como uma elite agrária local. Ao assegurarem o controle político do estado, buscou-se realizar as melhorias adequadas para o cultivo e escoamento do algodão. Em 1924, foi criado o departamento de Agricultura, posteriormente o Serviço Estadual do Algodão (1924) e o Serviço de Classificação do Algodão (1927), além de outras melhorias como a construção de rodovias ligando o Seridó à capital.

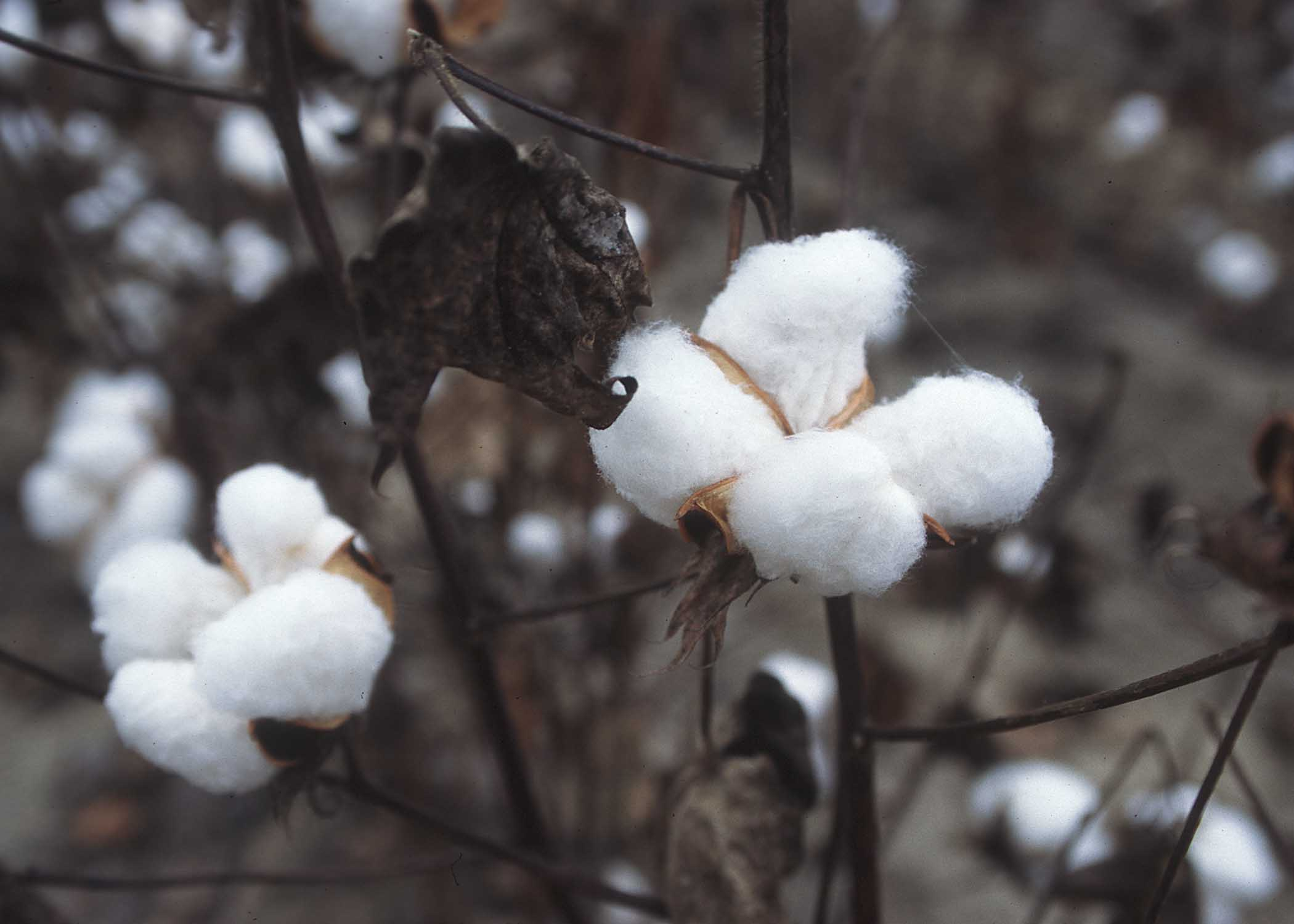
O plantio do algodão foi a mais importante atividade econômica do Seridó.

Mas em meados de 1918, os paulistas começam a investir em sua produção própria, após uma geada que destruiu as plantações de café e gradativamente deixaram de comprar o algodão seridoense; aliados a falta de investimentos em tecnologia, secas prolongadas e a inserção de pragas, como o bicudo que dizimou vastos algodoais, iniciou-se então a decadência do ciclo algodoeiro. Mesmo com essa situação, foi em Caicó no ano de 1984, que se deu o primeiro registro da colheita de algodão de fibra colorida, dando a partir daí todo o processo de melhoramento genético dessa linhagem.

### Período Republicano
O região do Seridó foi palco do pioneirismo no Rio Grande do Norte, ao abrigar o primeiro núcleo republicano, fundado no Príncipe (Caicó), em 25 de Julho de 1886, tendo como presidente Manuel Sabino da Costa. Como veículo de comunicação, os republicanos conseguiram espaço no jornal "O POVO", que tinha como redator o acadêmico de direito Diógenes Nóbrega. As reflexões que faziam giravam em torno da construção do Estado Nacional, interpretando a realidade brasileira através dos modelos europeus, contestando, assim, a ordem monárquica aqui existente. As páginas do jornal "O POVO" serviram à propaganda republicana. Nelas foram publicados o Manifesto Republicano ao Povo Seridoense, e a Ata Sessão de instalação do Centro Republicano Seridoense. Merecendo destaque a figura de Janúncio Nóbrega, nome fundamental para o movimento republicano no estado. Também apareciam como redatores do jornal "O POVO ", as figuras de Manuel Dantas e Olegário Vale que propagandeavam posições do Partido Liberal.

## Geografia

### Relevo e a hidrografia
O relevo do Seridó é formado pelas terras altas do Planalto da Borborema e por terrenos mais baixos da Depressão Sertaneja. Seu relevo diminui a medida que se avança de leste para oeste, encontrando as depressões do rio Seridó e rio Piranhas-Açu, entre 50 e 200 metros de altitude. O ponto culminante da região é Serra das Queimadas, em Equador, com 807 metros de altitude. É a segunda maior elevação do estado. Na região está presente a cidade mais alta do Rio Grande do Norte, Tenente Laurentino Cruz, a 730 metros de altitude.
No Brasil, o Seridó encontra-se com 100% do seu território inserido na Região hidrográfica do Atlântico Nordeste Oriental. Os principais rios encontrados na região são o Piranhas Açu, Seridó, Potengi, Sabugi, Barra Nova e Acauã. A região ainda possui uma infinidade de pequenos e médios açudes que visam armazenar água para a agricultura e consumo humano.

### Clima, vegetação e solos

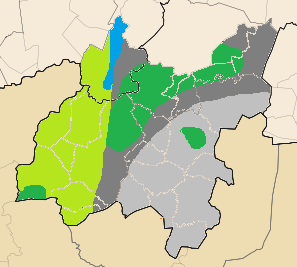
Vegetação do Seridó. Em verde claro a Caatinga arbórea, em verde escuro a Caatinga de Altitude ou brejos, em azul áreas de várzea, em cinza claro a Caatinga de Campo e em cinza escuro áreas de transição.

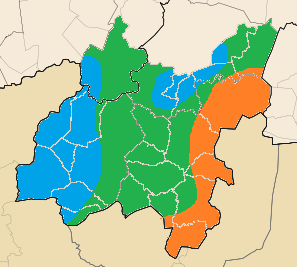
Zonas climáticas do Seridó. Em azul o clima semiárido brando, em verde semiárido mediano e laranja semiárido rigoroso.

Com relação ao clima, a região é dividida em três áreas homogêneas. De forma geral, observa-se que as chuvas aumentam num gradiente "leste-oeste" e num gradiente "áreas altas - áreas baixas". O clima subúmido seco, ou semiárido brando está presente desde o oeste do município de Caicó até a cidade de Serra Negra do Norte com precipitação variando de 800 a 1000mm/ano e temperatura média anual de 27,5ºC. Desde a porção oriental de Caicó até o oeste do Seridó Oriental o clima dá-se como Semiárido mediano, com precipitação variando de 600 a 800 mm anuais e temperatura média de 26ºC. Nas demais áreas do Seridó Oriental o clima é tido como Semiárido rigoroso com precipitação variando entre 400 e 600 mm e temperaturas mais amenas devido à altitude. Em regiões da Serra de Sant'ana predomina o clima tropical de altitude, com temperaturas que podem atingir os 10ºC de mínima no inverno e 30ºC de máxima no verão. Entretendo, o regime de chuva não se altera nessas regiões.
O principal ecossistema da região é a Caatinga do Seridó, vegetação de transição entre o campo e Caatinga Arbórea, com árvores de porte médio e baixo, e abundância de cactos e manchas desnudas. Ainda está presente na região a Floresta Subcaducifólia, nas serras de Santana e João do Vale e a Floresta Ciliar de Carnaúba, ao longo do rio Rio Piranhas-Açu, em Jucurutu.
O solo predominante é o bruno não cálcico vértico, de fertilidade natural alta, textura arenosa/argilosa e média/argilosa, moderadamente drenado com relevo suave e ondulado. Como ocorrências minerais, encontram-se: barita, calcário, talco, ouro e tungstênio; também há existência de recursos minerais associados como rochas ornamentais,especialmente: migmatitos, brita, rocha dimensionada, mármore e gnaisse.

## Cidades
No total, a Região do Seridó é formada por vinte e quatro municípios que compreendem mais de  9 374,063 quilômetros quadrados: Acari, Bodó, Cerro Corá, Carnaúba dos Dantas, Caicó, Cruzeta, Currais Novos, Equador, Florânia, Ipueira, Jardim de Piranhas, Jardim do Seridó, Jucurutu, Lagoa Nova, Ouro Branco, Parelhas, São Fernando, São Vicente, São João do Sabugi, São José do Seridó, Santana do Seridó, Serra Negra do Norte, Timbaúba dos Batistas e Tenente Laurentino Cruz.
| Posição | Cidade                  | População em 2017 | População em 2010 | IDH-M em 2010 | IDH-E em 2010 |
| ------- | ----------------------- | ----------------- | ----------------- | ------------- | ------------- |
| 1       | Caicó                   | 71 526            | 62 727            | 0,710         | 0,619         |
| 2       | Currais Novos           | 45 228            | 42 668            | 0,691         | 0,617         |
| 3       | Parelhas                | 21 669            | 20 347            | 0,676         | 0,617         |
| 4       | Jucurutu                | 18 530            | 17 692            | 0,601         | 0,492         |
| 5       | Lagoa Nova              | 15 590            | 13 990            | 0,585         | 0,483         |
| 6       | Jardim de Piranhas      | 14 858            | 13 511            | 0,603         | 0,469         |
| 7       | Jardim do Seridó        | 12 579            | 12 115            | 0,663         | 0,584         |
| 8       | Cerro Corá              | 11 344            | 10 916            | 0,606         | 0,518         |
| 9       | Acari                   | 11 333            | 11 035            | 0,679         | 0,634         |
| 10      | Florânia                | 9 262             | 8 959             | 0,642         | 0,560         |
| 11      | Carnaúba dos Dantas     | 7 429             | 8 188             | 0,659         | 0,577         |
| 12      | Serra Negra do Norte    | 8 175             | 7 770             | 0,597         | 0,468         |
| 13      | Cruzeta                 | 8 147             | 7 968             | 0,654         | 0,621         |
| 14      | São Vicente             | 6 469             | 6 030             | 0,642         | 0,556         |
| 15      | São João do Sabugi      | 6 260             | 5 914             | 0,655         | 0,581         |
| 16      | Equador                 | 6 119             | 5 822             | 0,623         | 0,546         |
| 17      | Tenente Laurentino Cruz | 5 912             | 5 406             | 0,623         | 0,586         |
| 18      | Ouro Branco             | 4 882             | 4 699             | 0,645         | 0,558         |
| 19      | São José do Seridó      | 4 643             | 4 231             | 0,694         | 0,647         |
| 20      | São Fernando            | 3 617             | 3 401             | 0,608         | 0,508         |
| 21      | Santana do Seridó       | 2 701             | 2 526             | 0,642         | 0,580         |
| 22      | Timbaúba dos Batistas   | 2 437             | 2 295             | 0,640         | 0,591         |
| 23      | Bodó                    | 2 307             | 2 425             | 0,629         | 0,565         |
| 24      | Ipueira                 | 2 251             | 2 074             | 0,679         | 0,633         |